# Henrik Robert
Henrik Duntzfeldt Robert, född 20 mars 1887 i Hurum, död 2 september 1971 i Asker, var en norsk seglare.
Robert blev olympisk silvermedaljör i segling vid sommarspelen 1924 i Paris.